# Трг Преторија
Трг Преторија (итал. Piazza Pretoria) познат и као Трг срама (итал. Piazza della Vergogna) је један од централних тргова Палерма источно од осе улице Македа и на неколико метара од трга Кватро канти који се сматра центром историјског дела града; истовремено је на западној граници кварта Калса. Јужно је Белинијев трг са црквама из XII века chiesa di Santa Maria dell'Ammiraglio или San Nicolò dei Greci и chiesa di Santa Maria dell'Ammiragliohiesa di San Cataldo.

## Опис

### Трг
Трг је у барокном стилу са три стране окружен значајним архитектонским споменицима: палатом Преторија (градском кућом), црквом Свете Катарине (Chiesa di Santa Caterina), с краја XVI века, и баронским палатама Palazzo Bonocore и Palazzo Bordonaro. Са четврте стране степеништем се силази ка улици Македа, а преко пута, у кварту Албергерија, је chiesa di San Giuseppe dei Teatini, најрепрезентативнији објекат сицилијанског барока. Трг је добио име по палати Преторија изграђеној 1463. године, а током XVII века преуређеној у барокном стилу. Првобитно је у њој био Сенат Палерма (отуда други назив - Palazzo Senatorio), а од XIX века палата Преторија је градска кућа. Од 1860. фонтана је сматрана алегоријом корупције општинске власти па је цео трг добио надимак Трг срама, делимично и због нагих фигура фонтане.

### Фонтана
У центру трга је велика маниристичка фонтаном (Fontana Pretoria) коју је 1573. године купио Сенат Палерма. Фонтана, дело тосканског вајара Франческа Камиљанија (Francesco Camilliani) направњена је 1554—55. године и првобитно постављена у врту палате Светог Клемента у Фиренци, тосканској резиденцији дон Педра од Толеда, вице-крала Напуља и Сицилије. После смрти владара његов син продао је фонтану за 30.000 ескуда. Године 1574. фонтана је била растављена на 644 дела, превезена у Палермо и поново састављена под надзором Камиљанијевог сина. Да би се направило место за фонтану, која је била предвиђена за отворени простор, срушено је неколико кућа у густом градском ткиву, а фонтана је прилагођена и добила је неколико нових делова. Адаптација и постављање били су завршени 1581. године.
Фонтана је у облику концентричних базена у три нивоа, са статуама митолошких бића, чудовишта, тритона, сирена и четири реке Палерма (Орето, Папирето, Габриеле и Маредолче).